# رایان اوگر
رایان اوگر (انگلیسی: Ryan Auger؛ زادهٔ ۹ مهٔ ۱۹۹۴) بازیکن فوتبال اهل بریتانیا است.
از باشگاه‌هایی که در آن بازی کرده‌است می‌توان به باشگاه فوتبال ساوتند یونایتد اشاره کرد.